# IBMEC
Ibmec je brazilská soukromá vysoká škola, která je považována za jednu z nejvýznamnějších a nejprestižnějších institucí. Specializuje se na výuku a výzkum v oblasti podnikání a ekonomiky v Latinské Americe. Založena byla v roce 1970 v Rio de Janeiru a od té doby se rozšířila na další dva areály, které se nacházejí ve městech Belo Horizonte a Brasília .
Ibmec poskytuje vysokoškolské studium v oblastech Obchodu, Ekonomie, Práva, Mezinárodních vztahů a Účetnictví. Škola získala nejvyšší hodnocení na všech školách provedených brazilským ministerstvem školství. Průkopnický přístup instituci umožnil stát se prvním vzdělávacím centrem v Brazílii, poskytující vydělávací program Executive MBA v oboru Finance od roku 1980.
MBA programy vyučované na univerzitě jsou akreditovány sídlem v Londýně asociací MBA (AMBA).